# Mélocichle à moustaches
Melocichla mentalis, Melocichla
Genre
Espèce
Statut de conservation UICN

 LC  : Préoccupation mineure
Le Mélocichle à moustaches (Melocichla mentalis), unique représentant du genre Melocichla, est une espèce de passereaux de la famille des Macrosphenidae.

## Répartition et sous-espèces
Son aire s'étend à travers l'Afrique subsaharienne.
Selon la classification de référence du Congrès ornithologique international (14.2, 2024) : 
- M. m. mentalis (Fraser, 1843) — Afrique de l'Ouest et jusqu'en Angola et nord de la Zambie
- M. m. amauroura (Pelzeln, 1883) — Afrique de l'Est
- M. m. orientalis (Sharpe, 1883) — de l'est de la Tanzanie à l'est du Zimbabwe au Mozambique
- M. m. luangwae Benson, 1958 — est de la Zambie

## Dénominations
Ce taxon porte en français les noms vernaculaires ou normalisés suivants : Mélocichle à moustaches, Fauvette à moustaches.

## Systématique
Le nom valide complet (avec auteur) de ce taxon est Melocichla mentalis (Fraser, 1843).